# Marco Baroni
 Marco Baroni (Florencia, Italia, 11 de septiembre de 1963) es un exfutbolista y entrenador italiano que jugó de defensa. Actualmente dirige al Torino F. C. de la Serie A de Italia.

## Trayectoria

### Como futbolista
Baroni se formó en las categorías inferiores del Fiorentina, club de su ciudad natal. Debutó en el primer equipo durante la temporada 1981/82, jugando un partido con la Viola. El año siguiente fue transferito al Monza de la Serie B, y en 1983 quedó en la misma división jugando con el Padova. En 1985 volvió a la máxima división italiana fichando por el Udinese, mientras que la temporada 1986/87 fue transferido al Roma. En la temporada 1987/88 jugó en el Lecce de la Serie B entrenado por Carlo Mazzone, donde logró, como titular, el ascenso a la Serie A.
En 1989 fue adquirido por el Napoli por 2 mil millones de liras más el pase de Antonio Carannante; con los azzurri ganó la liga 1989/90 (suyo fue el gol en la última fecha contra Lazio que entregó el Scudetto al Napoli) y la Supercopa 1990. En 1991 se mudó al Bolonia, donde militó dos temporadas. Tras la quiebra del club boloñés, se fue al Poggibonsi de la Serie C2 para jugar los últimos partidos de la temporada, logrando la permanencia en cuarta división. Posteriormente jugó un año con el Ancona en la Serie B, siendo el capitán del conjunto blanquirojo. En 1996 firmó con el Hellas Verona, donde jugó sus últimos partidos en Serie A. Su último equipo fue el Rondinella, el segundo club de Florencia, desempeñando, tras 27 presencias, el papel de jugador-entrenador.

### Como entrenador
Fue el técnico de varios equipos de la Serie C2 (cuarta división italiana hasta el 2008): Rondinella, Montevarchi, Carrarese, Südtirol. En 2006 pasó al Ancona, donde fue cesado. En 2007 se convirtió en el entrenador de la categoría juvenil Primavera del Siena, que llevó por primera vez en su historia a la final para el título nacional de categoría. El 29 de octubre fue elegido para reemplazar al cesado Marco Giampaolo en el banquillo del primer equipo del Siena, que por aquel entonces militaba en la Lega Pro Prima Divisione (tercer nivel); sin embargo, el 23 de noviembre fue sustituido por Alberto Malesani y volvió a entrenar a la Primavera.
El 22 de junio de 2010 fue llamado a entrenar al Cremonese de la Lega Pro Prima Divisione, pero fue destituido a los finales de octubre.El 12 de julio de 2011 fue elegido como técnico de la Primavera de Juventus. El 20 de febrero de 2012 ganó el Torneo de Viareggio y, el 16 de abril de 2013, la Copa Italia Primavera.
El 1 de julio de 2013 se convirtió en el entrenador del Lanciano de la Serie B, pero el 13 de junio de 2014 rescindió consensualmente el contrato con el club de los Abruzos. El 28 de junio de 2014 fue nombrado nuevo entrenador del Pescara de la Serie B. El 16 de mayo de 2015, a sólo una jornada del final de la temporada, fue relevado de sus funciones luego de dejar al equipo noveno en la clasificación y sin posibilidades de clasificar a los play-offs.
En junio de 2015, fue oficializado para dirigir al Novara Calcio.Al final de la temporada, a pesar de llegar a los play-offs, no fue confirmado en el banquillo del club piamontés.En 2016 firmó por el Benevento, al que ascendió a la Serie A por primera vez en la historia.Sin embargo, fue despedido tras perder los 9 primeros partidos en la élite.
El 19 de diciembre de 2018, el Frosinone Calcio hizo oficial su llegada como nuevo entrenador del club tras la destitución de Moreno Longo. No logró evitar el descenso, por lo que se desvinculó del club el 3 de junio de 2019.El 8 de octubre de 2019, regresó al Cremonese después de nueve años.Fue despedido el 8 de enero siguiente, cuando el equipo ocupaba el 17.º puesto en la Serie B.
El 15 de diciembre de 2020 fue nombrado entrenador del Reggina, en sustitución de Domenico Toscano.Luego de terminar el campeonato en el undécimo lugar, dejó a los calabreses para aceptar una oferta del Lecce para dirigirlo a partir de la temporada 2021-22.En mayo de 2022, obtuvo el ascenso a la Serie A después de vencer al Pordenone por 1-0 en la última jornada.En la siguiente temporada logró mantener al equipo en la máxima categoría al finalizar en la posición 16.°.El 20 de junio de 2023, la directiva del club anunció que había puesto fin a la relación con Baroni, tras no llegar a un acuerdo para la renovación del contrato.
El 1 de julio de 2023, se convirtió en el entrenador del Hellas Verona y firmó un contrato por una temporada con renovación automática en caso de salvación.En mayo de 2024, logró la salvación del equipo con una jornada de anticipación para luego terminar en la 13.ª posición.El 11 de junio de 2024, la directiva del club comunicó la interrupción consensuada de su contrato.
En junio de 2024, fue anunciado como el técnico de la Lazio por dos temporadas. Sin embargo, el 30 de mayo de 2025, después de finalizar la Serie A en 7.ª posición, el director deportivo confirmó que Baroni no iba a continuar en el banquillo.
El 5 de junio de 2025, se incorporó al Torino F. C. en reemplazo de Paolo Vanoli.

## Selección nacional
Baroni ha disputado 16 partidos con la selección sub-21 de Italia, participando en la Eurocopa Sub-21 de 1986 y finalizando subcampeón del torneo.

## Clubes

### Como futbolista
| Club                 | País   | Año       |
| -------------------- | ------ | --------- |
| AC Fiorentina        | Italia | 1981-1982 |
| Calcio Monza         | Italia | 1982-1983 |
| Calcio Padova        | Italia | 1983-1985 |
| Udinese Calcio       | Italia | 1985-1986 |
| AS Roma              | Italia | 1986-1987 |
| US Lecce             | Italia | 1987-1989 |
| SSC Napoli           | Italia | 1989-1991 |
| Bologna FC 1909      | Italia | 1991-1993 |
| US Poggibonsi        | Italia | 1993-1994 |
| AC Ancona            | Italia | 1994-1995 |
| Hellas Verona FC     | Italia | 1996-1998 |
| Rondinella Impruneta | Italia | 1998-2000 |

### Como entrenador
| Club                    | País   | Año           |
| ----------------------- | ------ | ------------- |
| Rondinella Firenze 1946 | Italia | 2000-2001     |
| Montevarchi CA 1902     | Italia | 2001          |
| Carrarese Calcio        | Italia | 2003-2004     |
| FC Südtirol             | Italia | 2005-2006     |
| AC Ancona               | Italia | 2006-2007     |
| AC Siena Primavera      | Italia | 2007-2009     |
| AC Siena                | Italia | 2009          |
| AC Siena Primavera      | Italia | 2009-2010     |
| US Cremonese            | Italia | 2010          |
| Juventus FC Primavera   | Italia | 2011-2013     |
| SS Virtus Lanciano 1924 | Italia | 2013-2014     |
| Delfino Pescara 1936    | Italia | 2014-2015     |
| Novara Calcio           | Italia | 2015-2016     |
| Benevento Calcio        | Italia | 2016-2017     |
| Frosinone Calcio        | Italia | 2018-2019     |
| Cremonese               | Italia | 2019-2020     |
| Reggina                 | Italia | 2020-2021     |
| Lecce                   | Italia | 2021-2023     |
| Hellas Verona           | Italia | 2023-2024     |
| Lazio                   | Italia | 2024-2025     |
| Torino                  | Italia | 2025-presente |

## Estadísticas como entrenador
| Equipo                   | Div.                | Temporada           | Liga  | Liga | Liga | Liga | Liga |       | Copa | Copa | Copa | Copa  |   | Internacional | Internacional | Internacional | Internacional | Internacional |   | Otros | Otros | Otros | Otros |     | Totales     | Totales | Totales | Totales | Totales | Totales | Totales | Totales |
| Equipo                   | Div.                | Temporada           | Part. | G    | E    | P    | Pos. | Part. | G    | E    | P    | Part. | G | E             | P             | Pos.          | Part.         | G             | E | P     | Part. | G     | E     | P   | Rendimiento | GF      | GC      | Dif.    |         |         |         |         |
| ------------------------ | ------------------- | ------------------- | ----- | ---- | ---- | ---- | ---- | ----- | ---- | ---- | ---- | ----- | - | ------------- | ------------- | ------------- | ------------- | ------------- | - | ----- | ----- | ----- | ----- | --- | ----------- | ------- | ------- | ------- | ------- | ------- | ------- | ------- |
| Rondinella · Italia      | 4.ª                 | 2000-01             | 34    | 11   | 12   | 11   | 8.º  | 4     | 1    | 1    | 2    | -     | - | -             | -             | -             | -             | -             | - | -     | 38    | 12    | 13    | 13  | 42.98%      | 51      | 43      | +8      |         |         |         |         |
| Rondinella · Italia      | Total               | Total               | 34    | 11   | 12   | 11   | -    | 4     | 1    | 1    | 2    | -     | - | -             | -             | -             | -             | -             | - | -     | 38    | 12    | 13    | 13  | 42.98%      | 51      | 43      | +8      |         |         |         |         |
| Montevarchi · Italia     | 4.ª                 | 2001-02             | 12    | 3    | 4    | 5    | Inc. | 4     | 1    | 0    | 3    | -     | - | -             | -             | -             | -             | -             | - | -     | 16    | 4     | 4     | 8   | 33.33%      | 16      | 20      | -4      |         |         |         |         |
| Montevarchi · Italia     | Total               | Total               | 12    | 3    | 4    | 5    | -    | 4     | 1    | 0    | 3    | -     | - | -             | -             | -             | -             | -             | - | -     | 16    | 4     | 4     | 8   | 33.33%      | 16      | 20      | -4      |         |         |         |         |
| Carrarese · Italia       | 4.ª                 | 2003-04             | 32    | 7    | 10   | 15   | Inc. | 4     | 0    | 0    | 4    | -     | - | -             | -             | -             | -             | -             | - | -     | 36    | 7     | 10    | 19  | 28.7%       | 25      | 52      | -27     |         |         |         |         |
| Carrarese · Italia       | Total               | Total               | 32    | 7    | 10   | 15   | -    | 4     | 0    | 0    | 4    | -     | - | -             | -             | -             | -             | -             | - | -     | 36    | 7     | 10    | 19  | 28.7%       | 25      | 52      | -27     |         |         |         |         |
| Südtirol · Italia        | 4.ª                 | 2005-06             | 34    | 14   | 13   | 7    | 4.º  | 10    | 3    | 4    | 3    | -     | - | -             | -             | -             | 2             | 0             | 2 | 0     | 46    | 17    | 19    | 10  | 50.73%      | 55      | 44      | +11     |         |         |         |         |
| Südtirol · Italia        | Total               | Total               | 34    | 14   | 13   | 7    | -    | 10    | 3    | 4    | 3    | -     | - | -             | -             | -             | 2             | 0             | 2 | 0     | 46    | 17    | 19    | 10  | 50.73%      | 55      | 44      | +11     |         |         |         |         |
| Ancona · Italia          | 4.ª                 | 2006-07             | 10    | 1    | 2    | 7    | Inc. | -     | -    | -    | -    | -     | - | -             | -             | -             | -             | -             | - | -     | 10    | 1     | 2     | 7   | 16.67%      | 6       | 16      | -10     |         |         |         |         |
| Ancona · Italia          | Total               | Total               | 10    | 1    | 2    | 7    | -    | -     | -    | -    | -    | -     | - | -             | -             | -             | -             | -             | - | -     | 10    | 1     | 2     | 7   | 16.67%      | 6       | 16      | -10     |         |         |         |         |
| Siena · Italia           | 1.ª                 | 2009-10             | 3     | 0    | 1    | 2    | Inc. | 1     | 1    | 0    | 0    | -     | - | -             | -             | -             | -             | -             | - | -     | 4     | 1     | 1     | 2   | 33.33%      | 5       | 7       | -2      |         |         |         |         |
| Siena · Italia           | Total               | Total               | 3     | 0    | 1    | 2    | -    | 1     | 1    | 0    | 0    | -     | - | -             | -             | -             | -             | -             | - | -     | 4     | 1     | 1     | 2   | 33.33%      | 5       | 7       | -2      |         |         |         |         |
| Cremonese · Italia       | 4.ª                 | 2010-11             | 10    | 3    | 4    | 3    | Inc. | 3     | 2    | 0    | 1    | -     | - | -             | -             | -             | -             | -             | - | -     | 13    | 5     | 4     | 4   | 48.72%      | 15      | 15      | +0      |         |         |         |         |
| Virtus Lanciano · Italia | 2.ª                 | 2013-14             | 42    | 15   | 15   | 12   | 10.º | 1     | 0    | 0    | 1    | -     | - | -             | -             | -             | -             | -             | - | -     | 43    | 15    | 15    | 13  | 46.51%      | 44      | 47      | -3      |         |         |         |         |
| Virtus Lanciano · Italia | Total               | Total               | 42    | 15   | 15   | 12   | -    | 1     | 0    | 0    | 1    | -     | - | -             | -             | -             | -             | -             | - | -     | 43    | 15    | 15    | 13  | 46.51%      | 44      | 47      | -3      |         |         |         |         |
| Pescara · Italia         | 2.ª                 | 2014-15             | 41    | 15   | 13   | 13   | Inc. | 3     | 1    | 1    | 1    | -     | - | -             | -             | -             | -             | -             | - | -     | 44    | 16    | 14    | 14  | 46.97%      | 68      | 57      | +11     |         |         |         |         |
| Pescara · Italia         | Total               | Total               | 41    | 15   | 13   | 13   | -    | 3     | 1    | 1    | 1    | -     | - | -             | -             | -             | -             | -             | - | -     | 44    | 16    | 14    | 14  | 46.97%      | 68      | 57      | +11     |         |         |         |         |
| Novara · Italia          | 2.ª                 | 2015-16             | 42    | 19   | 10   | 13   | 8.º  | 2     | 1    | 0    | 1    | -     | - | -             | -             | -             | 3             | 1             | 0 | 2     | 47    | 21    | 10    | 16  | 51.77%      | 69      | 47      | +22     |         |         |         |         |
| Novara · Italia          | Total               | Total               | 42    | 19   | 10   | 13   | -    | 2     | 1    | 0    | 1    | -     | - | -             | -             | -             | 3             | 1             | 0 | 2     | 47    | 21    | 10    | 16  | 51.77%      | 69      | 47      | +22     |         |         |         |         |
| Benevento · Italia       | 2.ª                 | 2016-17             | 42    | 18   | 12   | 12   | 5.º  | 1     | 0    | 1    | 0    | -     | - | -             | -             | -             | 5             | 3             | 2 | 0     | 48    | 21    | 15    | 12  | 54.17%      | 61      | 44      | +17     |         |         |         |         |
| Benevento · Italia       | 1.ª                 | 2017-18             | 9     | 0    | 0    | 9    | Inc. | 1     | 0    | 0    | 1    | -     | - | -             | -             | -             | -             | -             | - | -     | 10    | 0     | 0     | 10  | 0%          | 2       | 26      | -24     |         |         |         |         |
| Benevento · Italia       | Total               | Total               | 51    | 18   | 12   | 21   | -    | 2     | 0    | 1    | 1    | -     | - | -             | -             | -             | 5             | 3             | 2 | 0     | 58    | 21    | 15    | 22  | 44.83%      | 63      | 70      | -7      |         |         |         |         |
| Frosinone · Italia       | 1.ª                 | 2018-19             | 22    | 4    | 5    | 13   | 19.º | -     | -    | -    | -    | -     | - | -             | -             | -             | -             | -             | - | -     | 22    | 4     | 5     | 13  | 25.76%      | 18      | 34      | -16     |         |         |         |         |
| Frosinone · Italia       | Total               | Total               | 22    | 4    | 5    | 13   | -    | -     | -    | -    | -    | -     | - | -             | -             | -             | -             | -             | - | -     | 22    | 4     | 5     | 13  | 25.76%      | 18      | 34      | -16     |         |         |         |         |
| Cremonese · Italia       | 2.ª                 | 2019-20             | 11    | 2    | 5    | 4    | Inc. | 1     | 1    | 0    | 0    | -     | - | -             | -             | -             | -             | -             | - | -     | 12    | 3     | 5     | 4   | 38.89%      | 8       | 11      | -3      |         |         |         |         |
| Cremonese · Italia       | Total               | Total               | 21    | 5    | 9    | 7    | -    | 4     | 3    | 0    | 1    | -     | - | -             | -             | -             | -             | -             | - | -     | 25    | 8     | 9     | 8   | 44%         | 23      | 26      | -3      |         |         |         |         |
| Reggina · Italia         | 2.ª                 | 2020-21             | 26    | 10   | 10   | 6    | 11.º | -     | -    | -    | -    | -     | - | -             | -             | -             | -             | -             | - | -     | 26    | 10    | 10    | 6   | 51.28%      | 31      | 27      | +4      |         |         |         |         |
| Reggina · Italia         | Total               | Total               | 26    | 10   | 10   | 6    | -    | -     | -    | -    | -    | -     | - | -             | -             | -             | -             | -             | - | -     | 26    | 10    | 10    | 6   | 51.28%      | 31      | 27      | +4      |         |         |         |         |
| Lecce · Italia           | 2.ª                 | 2021-22             | 38    | 19   | 14   | 5    | 1.º  | 3     | 2    | 0    | 1    | -     | - | -             | -             | -             | -             | -             | - | -     | 41    | 21    | 14    | 6   | 62.6%       | 65      | 35      | +30     |         |         |         |         |
| Lecce · Italia           | 1.ª                 | 2022-23             | 38    | 8    | 12   | 18   | 16.º | 1     | 0    | 0    | 1    | -     | - | -             | -             | -             | -             | -             | - | -     | 39    | 8     | 12    | 19  | 30.77%      | 35      | 49      | -14     |         |         |         |         |
| Lecce · Italia           | Total               | Total               | 76    | 27   | 26   | 23   | -    | 4     | 2    | 0    | 2    | -     | - | -             | -             | -             | -             | -             | - | -     | 80    | 29    | 26    | 25  | 47.08%      | 100     | 84      | +16     |         |         |         |         |
| Hellas Verona · Italia   | 1.ª                 | 2023-24             | 38    | 9    | 11   | 18   | 13.º | 2     | 1    | 0    | 1    | -     | - | -             | -             | -             | -             | -             | - | -     | 40    | 10    | 11    | 19  | 34.17%      | 41      | 54      | -13     |         |         |         |         |
| Hellas Verona · Italia   | Total               | Total               | 38    | 9    | 11   | 18   | -    | 2     | 1    | 0    | 1    | -     | - | -             | -             | -             | -             | -             | - | -     | 40    | 10    | 11    | 19  | 34.17%      | 41      | 54      | -13     |         |         |         |         |
| SS Lazio · Italia        | 1.ª                 | 2024-25             | 38    | 18   | 11   | 9    | 7.º  | 2     | 1    | 0    | 1    | 12    | 8 | 2             | 2             | 1/4           | -             | -             | - | -     | 52    | 27    | 13    | 12  | 60.25%      | 87      | 62      | +25     |         |         |         |         |
| SS Lazio · Italia        | Total               | Total               | 38    | 18   | 11   | 9    | -    | 2     | 1    | 0    | 1    | 12    | 8 | 2             | 2             | -             | -             | -             | - | -     | 52    | 27    | 13    | 12  | 60.25%      | 87      | 62      | +25     |         |         |         |         |
| Torino · Italia          | 1.ª                 | 2025-26             | 0     | 0    | 0    | 0    | -    | 1     | 1    | 0    | 0    | -     | - | -             | -             | -             | -             | -             | - | -     | 1     | 1     | 0     | 0   | 100%        | 1       | 0       | +1      |         |         |         |         |
| Torino · Italia          | Total               | Total               | 0     | 0    | 0    | 0    | -    | 1     | 1    | 0    | 0    | -     | - | -             | -             | -             | -             | -             | - | -     | 1     | 1     | 0     | 0   | 100%        | 1       | 0       | +1      |         |         |         |         |
| Total en su carrera      | Total en su carrera | Total en su carrera | 522   | 176  | 164  | 182  | -    | 44    | 16   | 7    | 21   | 12    | 8 | 2             | 2             | -             | 10            | 4             | 4 | 2     | 588   | 204   | 177   | 207 | 44.72%      | 703     | 690     | +13     |         |         |         |         |
| 1. 2. 3.                 |                     |                     |       |      |      |      |      |       |      |      |      |       |   |               |               |               |               |               |   |       |       |       |       |     |             |         |         |         |         |         |         |         |

#### Resumen por competiciones
| Competición                | Partidos | Ganados | Empatados | Perdidos | %      | Resultado        |
| -------------------------- | -------- | ------- | --------- | -------- | ------ | ---------------- |
| Lega Pro Seconda Divisione | 134      | 39      | 47        | 48       | 40.79% | 4.º lugar        |
| Serie B                    | 250      | 102     | 81        | 67       | 51.6%  | Campeón          |
| Serie A                    | 148      | 39      | 40        | 69       | 35.36% | 7.º lugar        |
| Copa Italia Serie C        | 23       | 6       | 5         | 12       | 33.34% | Octavos de final |
| Copa Italia                | 21       | 10      | 2         | 9        | 50.79% | Cuartos de final |
| Liga Europa de la UEFA     | 12       | 8       | 2         | 2        | 72.23% | Cuartos de final |
| TOTAL                      | 588      | 204     | 177       | 207      | 44.72% | 1 Título         |

## Palmarés

### Como futbolista
| Título              | Club       | País   | Año     |
| ------------------- | ---------- | ------ | ------- |
| Serie A             | SSC Napoli | Italia | 1989-90 |
| Supercopa de Italia | SSC Napoli | Italia | 1990    |

### Como entrenador
| Título                | Club                  | País   | Año     |
| --------------------- | --------------------- | ------ | ------- |
| Torneo de Viareggio   | Juventus FC Primavera | Italia | 2012    |
| Copa Italia Primavera | Juventus FC Primavera | Italia | 2012-13 |
| Serie B               | Lecce                 | Italia | 2021-22 |

### Distinciones individuales
| Distinción                                      | Año     |
| ----------------------------------------------- | ------- |
| Trofeo Maestrelli mejor entrenador de juveniles | 2011-12 |